# Пещерная (посёлок железнодорожной станции)
Пеще́рная — посёлок железнодорожной станции в Агаповском районе Челябинской области. Входит в Янгельское сельское поселение.

## География
Расстояние до районного центра села Агаповка 23 км.

## Население
| 1970 | 1995 | 2002 | 2010 |
| ---- | ---- | ---- | ---- |
| 48   | ↘43  | ↘35  | ↘30  |

По данным Всероссийской переписи, в 2010 году численность населения посёлка составляла 30 человек (13 мужчин и 17 женщин). 
Национальный состав:
башкиры (80%) (2002 год).

## Улицы
Уличная сеть посёлка состоит из 1 улицы.

## Транспорт
Расположена одноимённая железнодорожная станция Южно-Уральской железной дороги на ветке Магнитогорск — Сибай. 